# Dein großer Tag
Dein großer Tag ist ein Reportage-Magazin für Kinder, das im Fernsehprogramm des SWR und im KiKA ausgestrahlt wird.

## Sendung
Die Sendung wurde erstmals im September 2017 ausgestrahlt.
In dem Format werden Kindern außergewöhnliche Wünsche erfüllt – so etwa ein Flugzeug zu fliegen, ein Feuer zu löschen oder einen Hundeschlitten zu lenken. Die Sendung begleitet die Kinder dabei, wie sie zunächst zwei Tage lang von einem Fachmann auf dem entsprechenden Gebiet trainiert werden, um dann eine vom Profi gestellte Aufgabe zu bewältigen. Für die Teilnahme an der Sendung müssen sich die Kinder bewerben.

## Folgen
| Folge | Titel                                      | Erstausstrahlung   | Kategorie                |
| ----- | ------------------------------------------ | ------------------ | ------------------------ |
| 1     | Lina als Fernsehmoderatorin                | 23. September 2017 | Traumberufe              |
| 2     | Selin tanzt auf großer Bühne               | 30. September 2017 | Große Auftritte          |
| 3     | Noah fährt den großen Bagger               | 7. Oktober 2017    | Beeindruckende Fahrzeuge |
| 4     | Sara beim Survivaltraining                 | 14. Oktober 2017   | Sportliche Leistungen    |
| 5     | Florian bei der Feuerwehr                  | 21. Oktober 2017   | Traumberufe              |
| 6     | Lukas dirigiert ein Orchester              | 28. Oktober 2017   | Große Auftritte          |
| 7     | Melina klettert                            | 4. November 2017   | Sportliche Leistungen    |
| 8     | Cecilia moderiert im Radio                 | 11. November 2017  | Große Auftritte          |
| 9     | Als Stuntfrau in Action                    | 18. November 2017  | Traumberufe              |
| 10    | Theo fährt Straßenbahn                     | 25. November 2017  | Beeindruckende Fahrzeuge |
| 11    | Mara als Tierpflegerin im Zoo              | 2. Dezember 2017   | Tiere                    |
| 12    | Johanna bei Starlight Express              | 9. Dezember 2017   | Große Auftritte          |
| 13    | Connor fährt Hundeschlitten                | 16. Dezember 2017  | Tiere                    |
| 14    | Romy als Zirkusartistin                    | 23. Dezember 2017  | Große Auftritte          |
| 15    | Pauline im Flugzeugcockpit                 | 30. Dezember 2017  | Beeindruckende Fahrzeuge |
| 16    | Charlotte als Parkourläuferin              | 8. Oktober 2018    | Sportliche Leistungen    |
| 17    | Emelie bei Bodyguard                       | 9. Oktober 2018    | Große Auftritte          |
| 18    | Kiara moderiert Nachrichten                | 10. Oktober 2018   | Traumberufe              |
| 19    | Joah auf dem Kreuzfahrtschiff              | 11. Oktober 2018   | Beeindruckende Fahrzeuge |
| 20    | Katie bei der Eislaufshow                  | 12. Oktober 2018   | Große Auftritte          |
| 21    | Lucas als Polizist im Einsatz              | 15. Oktober 2018   | Traumberufe              |
| 22    | Amelie als Kinderärztin                    | 8. Dezember 2018   | Traumberufe              |
| 23    | Felix bedient das Mischpult                | 15. Dezember 2018  | Traumberufe              |
| 24    | Amelie als Hairstylistin                   | 22. Dezember 2018  | Traumberufe              |
| 25    | Lilly als Röhnradturnerin                  | 29. Dezember 2018  | Sportliche Leistungen    |
| 26    | Jetti moderiert mit Jess und Ben           | 25. Januar 2020    | Große Auftritte          |
| 27    | Tim und die Pistenraupe                    | 1. Februar 2020    | Beeindruckende Fahrzeuge |
| 28    | Marias Auftritt als Magierin               | 8. Februar 2020    | Große Auftritte          |
| 29    | Linn beim Westernreiten                    | 15. Februar 2020   | Tiere                    |
| 30    | Tobi bei der Bergrettung                   | 22. Februar 2020   | Beeindruckende Fahrzeuge |
| 31    | Johanna als Profiköchin                    | 29. Februar 2020   | Traumberufe              |
| 32    | Bianca als Höhlenforscherin                | 7. März 2020       | Traumberufe              |
| 33    | Emma lernt von Top-Fotografen              | 14. März 2020      | Traumberufe              |
| 34    | Jette beim Handballtraining                | 21. März 2020      | Sportliche Leistungen    |
| 35    | Kira als Meeresbiologin                    | 28. März 2020      | Traumberufe              |
| 36    | Julian fährt Motocross                     | 6. Februar 2021    | Sportliche Leistungen    |
| 37    | Liv als Lehrerin                           | 13. Februar 2021   | Traumberufe              |
| 38    | Florian als Förster                        | 20. Februar 2021   | Traumberufe              |
| 39    | Paula als Chocolatiere                     | 27. Februar 2021   | Traumberufe              |
| 40    | Ina spielt Lockvogel                       | 25. April 2021     | Große Auftritte          |
| 41    | Alina schreibt einen Song                  | 10. Dezember 2021  | Große Auftritte          |
| 42    | Ziva als Schäferin                         | 17. Dezember 2021  | Tiere                    |
| 43    | Miriam unterwegs mit einem Blindenführhund | 24. Dezember 2021  | Tiere                    |
| 44    | Kjell sprayt Graffiti                      | 31. Dezember 2021  | Große Auftritte          |

## Moderatoren
Die Moderation, und damit die Wunscherfüllung, übernahm in den Folgen 1–22 Muschda Sherzada und vertretungsweise in den Folgen 5, 7 und 9 Maral Bazargani. Seit Folge 23 führt Johannes Zenglein durch die Sendung.